# Sainte-Marguerite (Saint-Laurent)
Pour les articles homonymes, voir Sainte-Marguerite.
Sainte-Marguerite (en néerlandais Sint-Margriete) est une section de la commune de Saint-Laurent, située en Belgique en Région flamande dans la province de Flandre-Orientale. C'était une commune à part entière avant la fusion des communes de 1977.

## Démographie

### Évolution démographique
- Sources : INS, Rem. : 1831 jusqu'en 1970 = recensements, 1976 = nombre d'habitants au 31 décembre[2].